# Châtillon (Hauts-de-Seine)
Pour les articles homonymes, voir Châtillon.
Châtillon, anciennement Châtillon-sous-Bagneux jusqu'en 1983 date à laquelle les élus de la commune revinrent au nom originel, est une commune française du département des Hauts-de-Seine en région Île-de-France, au sud-ouest de Paris.

## Géographie

### Localisation
|         | Malakoff           | Montrouge |
| Clamart | Châtillon          | Bagneux   |
|         | Fontenay-aux-Roses |           |

Vue de la commune de Châtillon en rouge sur la carte de la « Petite Couronne » d'Île-de-France.

Châtillon borde notamment les communes de Bagneux (à l'est), de Clamart (à l'ouest), de Malakoff (au nord-ouest), de Montrouge (au nord-est), et de Fontenay-aux-Roses (au sud).
Châtillon est traversée par la Coulée verte du Sud parisien qui reprend une partie de la via Turonensis, l'un des quatre chemins de France du pèlerinage de Saint-Jacques-de-Compostelle.

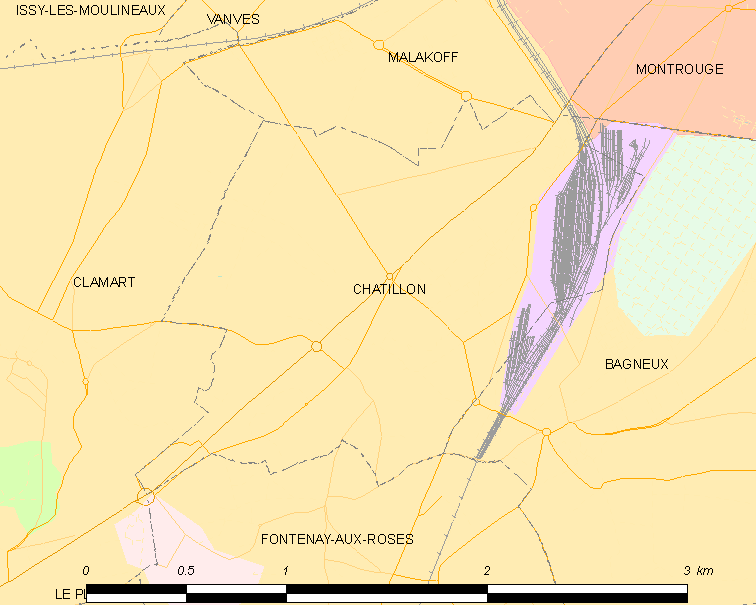
Carte de la commune.
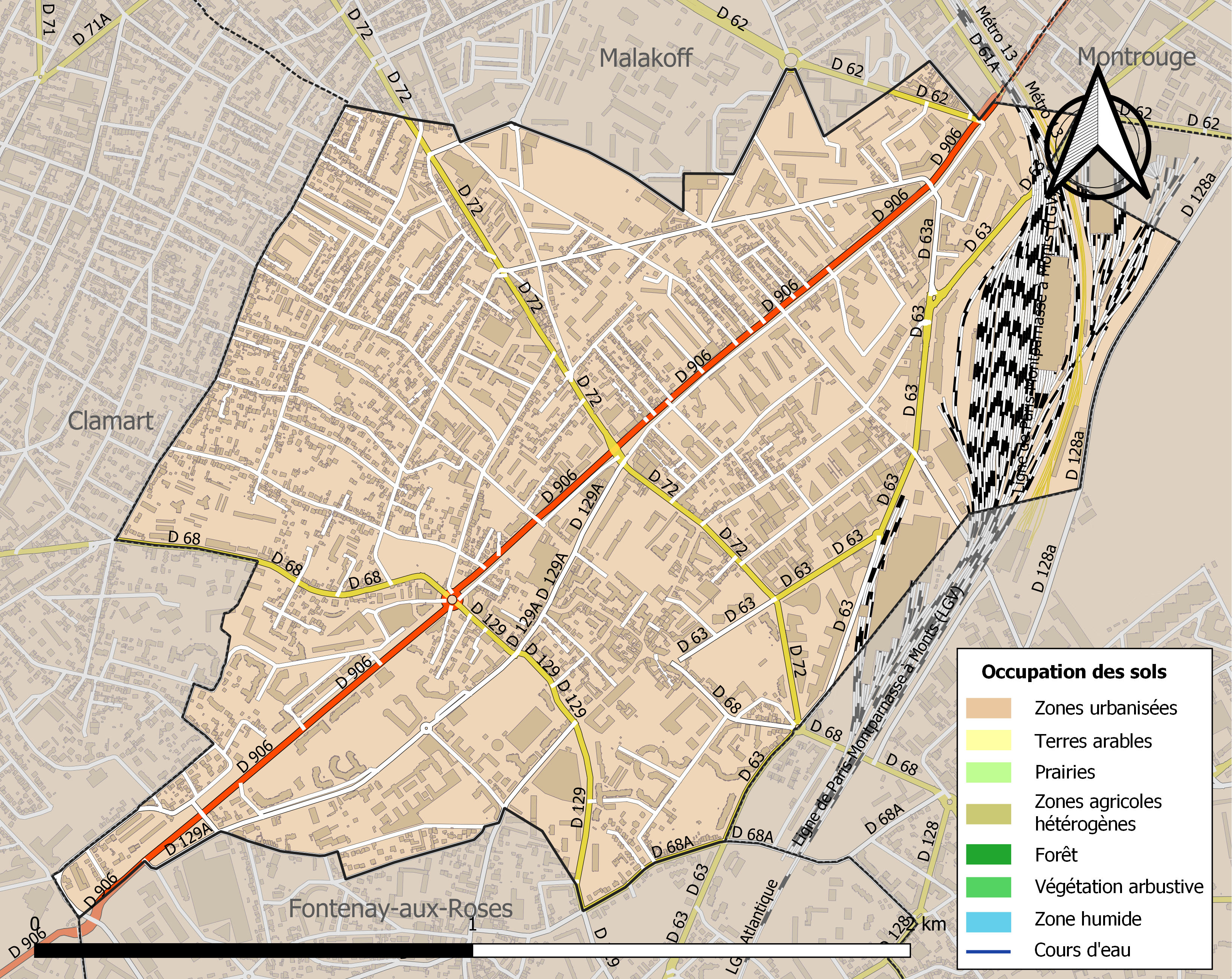
Occupation des sols.

### Géologie et relief
La superficie de la commune est de 292 hectares ; l'altitude varie de 78  à   164 mètres.

### Climat
Pour des articles plus généraux, voir Climat de l'Île-de-France et Climat des Hauts-de-Seine.
En 2010, le climat de la commune est de type climat océanique dégradé des plaines du Centre et du Nord, selon une étude du CNRS s'appuyant sur une série de données couvrant la période 1971-2000. En 2020, Météo-France publie une typologie des climats de la France métropolitaine dans laquelle la commune est exposée à un climat océanique altéré et est dans la région climatique Sud-ouest du bassin Parisien, caractérisée par une faible pluviométrie, notamment au printemps (120 à 150 mm) et un hiver froid (3,5 °C).
Pour la période 1971-2000, la température annuelle moyenne est de 11,4 °C, avec une amplitude thermique annuelle de 15,3 °C. Le cumul annuel moyen de précipitations est de 662 mm, avec 11,1 jours de précipitations en janvier et 7,9 jours en juillet. Pour la période 1991-2020, la température moyenne annuelle observée sur la station météorologique la plus proche, située à Choisy-le-Roi à 10 km à vol d'oiseau, est de 12,7 °C et le cumul annuel moyen de précipitations est de 607,2 mm,. Pour l'avenir, les paramètres climatiques de la commune estimés pour 2050 selon différents scénarios d'émission de gaz à effet de serre sont consultables sur un site dédié publié par Météo-France en novembre 2022.

## Urbanisme

### Typologie
Au 1er janvier 2024, Châtillon est catégorisée grand centre urbain, selon la nouvelle grille communale de densité à sept niveaux définie par l'Insee en 2022.
Elle appartient à l'unité urbaine de Paris, une agglomération inter-départementale regroupant 407  communes, dont elle est une commune de la banlieue,,. Par ailleurs la commune fait partie de l'aire d'attraction de Paris, dont elle est une commune du pôle principal,. Cette aire regroupe 1 929 communes,.

### Morphologie urbaine
| Type d'occupation           | Pourcentage | Superficie (en hectares) |
| --------------------------- | ----------- | ------------------------ |
| Espace urbain construit     | 89,46 %     | 261,14                   |
| Espace urbain non construit | 10,48 %     | 30,58                    |
| Espace rural                | 0,06 %      | 0,18                     |
| Source : Iaurif             |             |                          |

L’Insee découpe la commune en onze îlots regroupés pour l'information statistique soit République, Gatinot, Guynemer, Guy Moquet, Stade, Roissys, Marcel Doret, Ponceau, Parc, Sablons 1, Sablons 2.

### Voies de communication et transports

#### Voies routières
La commune est traversée par deux axes routiers principaux.
1. La D 906, anciennement N 306, est orientée nord-est - sud-ouest. Au nord-est, elle débouche sur la Porte de Châtillon et donne accès au boulevard périphérique de Paris. Au sud-ouest, elle débouche sur l'autoroute A86. C'est sur cet axe majeur que la ligne   a été aménagée ; elle est en service depuis le 13 décembre 2014.
2. La D 72 est orientée nord-ouest - sud-est.

#### Pistes cyclables et voies vertes
La commune est traversée par la Coulée verte du Sud parisien, qui continue vers Malakoff au nord et vers Bagneux au sud-est. Du fait de son étroitesse, du manque de clarté des cheminements, d'une forte fréquentation piétonne et de la perte systématique de priorité aux intersections, cette voie verte est moyennement praticable à vélo.
À l'occasion de la réalisation de la ligne de tramway, des aménagements cyclables le long de la D 906 sont mis en place.
Dans le reste de la commune, il y a quelques zones à 30 km/h mais quasiment pas d'aménagements cyclables.

#### Transports en commun
Châtillon est desservie par la ligne 13 du métro de Paris et la ligne 6 du tramway d'Île-de-France à la station Châtillon - Montrouge, terminus des deux lignes, qui se trouve à la limite des deux communes. La ligne T6 dessert aussi les stations Vauban, Centre de Châtillon, Parc André Malraux, Division Leclerc.
De nombreuses lignes de bus du réseau de bus RATP en journée et Noctilien la nuit relient Châtillon à Paris et aux communes limitrophes, via les réseaux de bus de l'Île-de-France.
Enfin, la navette Amibus du réseau de bus Vallée Sud Bus relie la mairie de Châtillon à la station Châtillon - Montrouge, du lundi au samedi.

## Toponymie

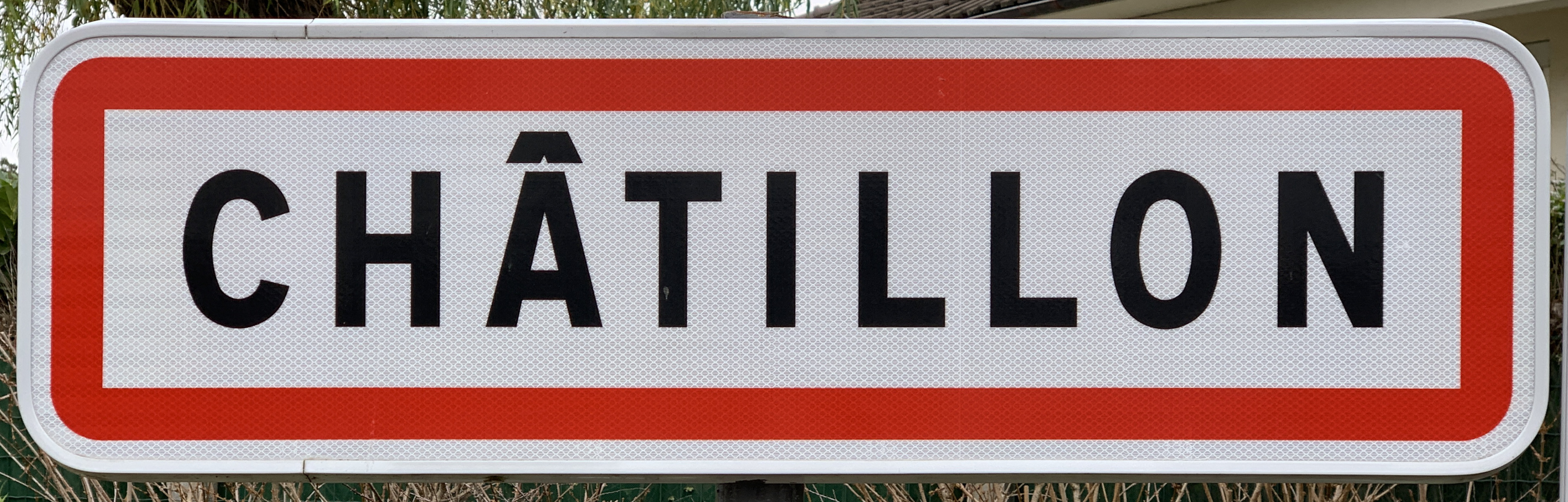
Panneau d'entrée dans la commune.

Châtillon s'est appelée au cours du temps Castellio, Châtillon-lès-Bagneux, Châtillon-sous-Bagneux.
Châtillon serait un dérivé, sans doute mérovingien, du bas latin castellum, diminutif de castrum, accompagné du suffixe -ionem. Castrum désigne d’abord tous les types de forteresse, depuis le simple donjon jusqu’à l’enceinte urbaine, puis se spécialise dans le sens de « château fort » et se réduit ensuite à celui de « grande maison de plaisance ».
Le nom « Châtillon » est adopté en 1983 le conseil municipal décide d’abandonner le qualificatif « sous-Bagneux ».

## Histoire
En 1192, sous le règne de Philippe Auguste, apparaît pour la première fois le nom de Châtillon, Castellio qui veut dire petit château en latin. On ignore l'emplacement de ce château ; peut-être sur les hauteurs de Châtillon, peut-être à l'emplacement du vieux bourg où était la ferme seigneuriale.
La seigneurie de Châtillon appartint à l'abbaye de Saint-Germain-des-Prés jusqu'en 1600, laquelle la vendit à Richard Tardieu.
En 1417, Jean, duc de Bourgogne, campa à Châtillon, y resta huit jours pendant lesquels son armée pilla les villages d'alentour, puis alla faire le siège de Montlhéry.

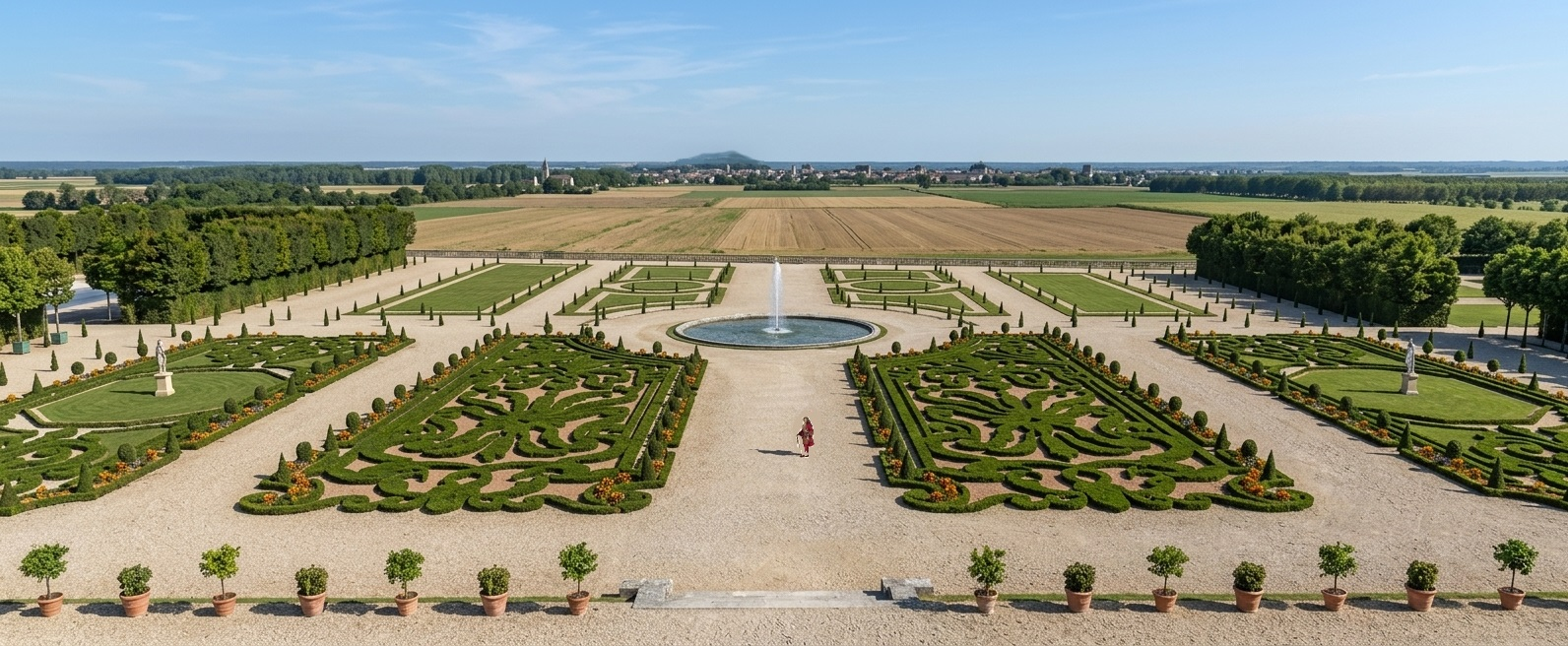
Vue du premier étage du château folie de Châtillon avec la vue sur Paris, XVIIIe siècle.

De 1790 à 1795, Châtillon, qui porte pendant un temps le nom révolutionnaire de Montagne-l'Union, est un canton du district de Bourg-de-l'Égalité (Bourg-la-Reine).
En 1815, les Anglais qui avaient passé la Seine à Sèvres, occupèrent les hauteurs de Châtillon et pillèrent le village. En 1815, il y eut sur le Plateau de Châtillon, un engagement très vif avec les troupes anglaises et prussiennes.
Lors de la guerre de 1870, Châtillon fut le théâtre de deux batailles : la première du 17 au 19 septembre et la seconde le 13 octobre. La tour aux Anglais, à proximité du Plateau de Châtillon, sur le territoire de Clamart, fut détruite par les forces allemandes le 2 janvier 1871.
Le 5 octobre 1944, un missile balistique V2 s'écrase sur Châtillon.

## Politique et administration

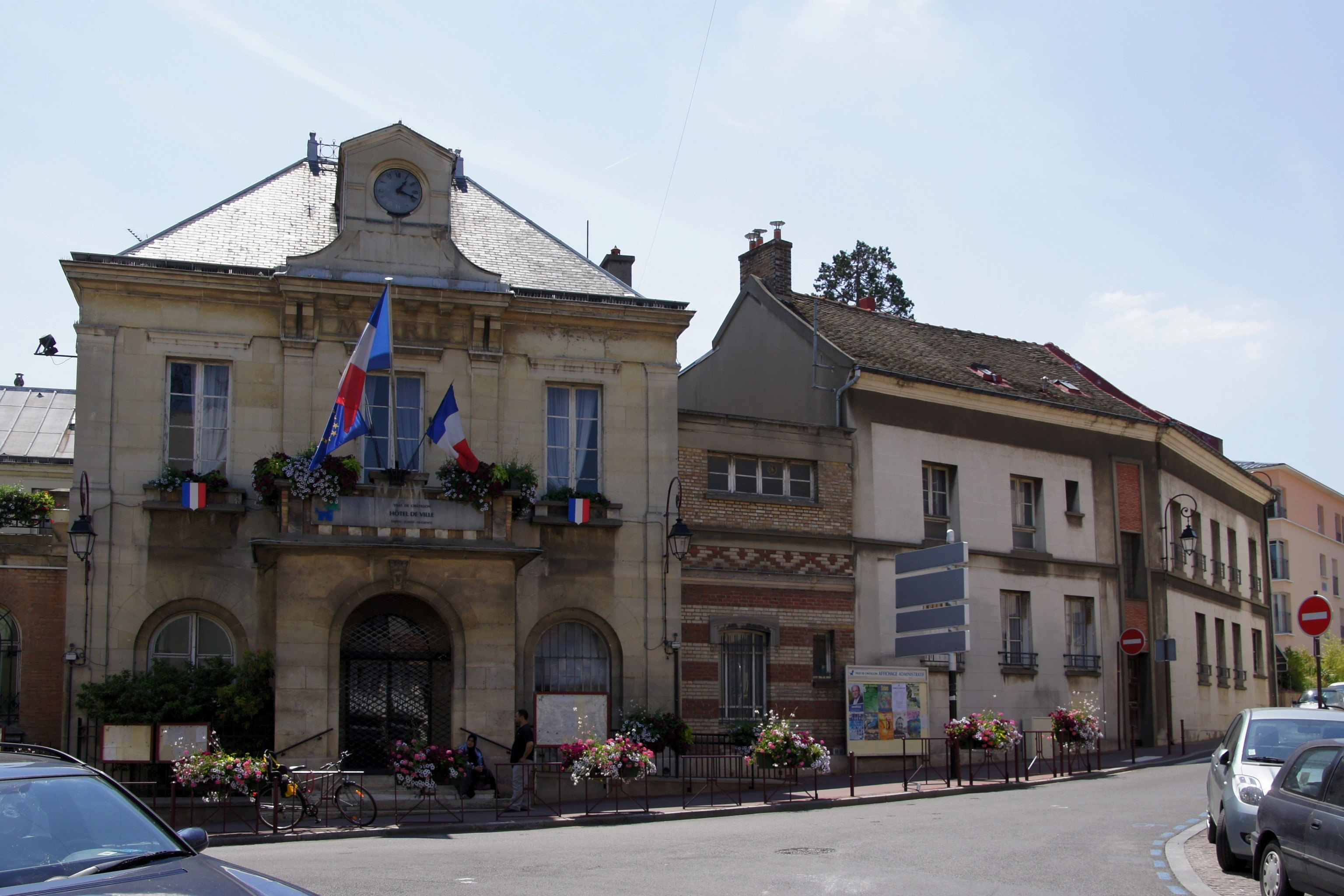
L'hôtel de ville en juin 2010, à l'angle de la rue de Fontenay.

Concernée par le périmètre d'une installation nucléaire, la commune est membre de la Commission locale d'information auprès du CEA de Fontenay-aux-Roses.

### Rattachements administratifs et électoraux
Jusqu’à la loi du 10 juillet 1964, la commune faisait partie du département de la Seine. Le redécoupage des anciens départements de la Seine et de Seine-et-Oise fait que la commune appartient désormais au département des Hauts-de-Seine à la suite d'un transfert administratif effectif le 1er janvier 1968.
La commune constituait historiquement le canton de Châtillon. Dans le cadre du redécoupage cantonal de 2014 en France, le canton s'est agrandi à une seconde commune, avec Fontenay-aux-Roses.
Châtillon relève du tribunal d'instance de Vanves, du tribunal de grande instance, du tribunal pour enfants, du tribunal de commerce de Nanterre, du conseil de prud'hommes de Boulogne-Billancourt, de la cour d'appel de Versailles, du tribunal administratif de Cergy-Pontoise et de la cour administrative d'appel de Versailles.

### Intercommunalité
La commune était membre de la communauté de communes de Châtillon-Montrouge créée en 2005.
Dans le cadre de la mise en œuvre de la volonté gouvernementale de favoriser le développement du centre de l'agglomération parisienne comme pôle mondial est créée, le 1er janvier 2016, la métropole du Grand Paris (MGP), à laquelle la commune a été intégrée.
La loi portant nouvelle organisation territoriale de la République du 7 août 2015 (loi NOTRe) prévoit également la création le 1er janvier 2016 d'établissements publics territoriaux (EPT), qui regroupent l'ensemble des communes de la métropole à l'exception de Paris, et assurent des fonctions de proximité en matière de politique de la ville, d'équipements culturels, socioculturels, socio-éducatifs et sportifs, d'eau et assainissement, de gestion des déchets ménagers et d'action sociale, et exerçant également les compétences que les communes avaient transférées aux intercommunalités supprimées.
La commune fait donc partie depuis le 1er janvier 2016 de l'établissement public territorial Vallée Sud Grand Paris, créé par un décret du 11 décembre 2016.
L'EPT exerce, outre les compétences attribuées par la loi à cette catégorie d'établissement public de coopération intercommunale (EPCI), celles que les communes avaient transféré aux anciennes intercommunalités supprimées à l'occasion de sa création :
- Communauté de communes de Châtillon-Montrouge (Montrouge, Châtillon) ;
- Communauté d'agglomération des Hauts-de-Bièvre (Châtenay-Malabry, Antony, Bourg-la-Reine, Le Plessis-Robinson, Sceaux dans les Hauts-de-Seine – les deux communes essonniennes de Verrières-le-Buisson et Wissous s'étant rattachées à la communauté d'agglomération Communauté Paris-Saclay) ;
- Communauté d'agglomération Sud de Seine (Fontenay-aux-Roses, Bagneux, Clamart, Malakoff).

### Jumelages
Au 1er janvier 2010, Châtillon est jumelée avec :
- Mersebourg (Allemagne) depuis 1963 ;
- Aywaille (Belgique) depuis 1964 ;
- Genzano di Roma (Italie) depuis 1990.

## Population et société

### Démographie

#### Évolution démographique
L'évolution du nombre d'habitants est connue à travers les recensements de la population effectués dans la commune depuis 1793. Pour les communes de plus de 10 000 habitants les recensements ont lieu chaque année à la suite d'une enquête par sondage auprès d'un échantillon d'adresses représentant 8 % de leurs logements, contrairement aux autres communes qui ont un recensement réel tous les cinq ans,.

En 2022, la commune comptait 36 224 habitants, en évolution de −1,51 % par rapport à 2016 (Hauts-de-Seine : +2,75 %, France hors Mayotte : +2,11 %).
| 1793  | 1800 | 1806 | 1821 | 1831  | 1836  | 1841  | 1846  | 1851  |
| ----- | ---- | ---- | ---- | ----- | ----- | ----- | ----- | ----- |
| 1 065 | 769  | 755  | 793  | 1 098 | 1 148 | 1 416 | 1 556 | 1 329 |

| 1856  | 1861  | 1866  | 1872  | 1876  | 1881  | 1886  | 1891  | 1896  |
| ----- | ----- | ----- | ----- | ----- | ----- | ----- | ----- | ----- |
| 1 810 | 2 050 | 2 238 | 1 807 | 2 080 | 2 260 | 2 389 | 2 426 | 3 096 |

| 1901  | 1906  | 1911  | 1921  | 1926  | 1931  | 1936   | 1946   | 1954   |
| ----- | ----- | ----- | ----- | ----- | ----- | ------ | ------ | ------ |
| 3 353 | 3 535 | 4 203 | 5 588 | 7 488 | 9 701 | 10 895 | 11 673 | 12 526 |

| 1962   | 1968   | 1975   | 1982   | 1990   | 1999   | 2006   | 2011   | 2016   |
| ------ | ------ | ------ | ------ | ------ | ------ | ------ | ------ | ------ |
| 20 934 | 24 640 | 26 574 | 24 834 | 26 411 | 28 622 | 32 077 | 33 405 | 36 779 |

| 2021   | 2022   | - | - | - | - | - | - | - |
| ------ | ------ | - | - | - | - | - | - | - |
| 36 777 | 36 224 | - | - | - | - | - | - | - |

#### Pyramide des âges
En 2018, le taux de personnes d'un âge inférieur à 30 ans s'élève à 37,6 %, soit en dessous de la moyenne départementale (38,4 %). De même, le taux de personnes d'âge supérieur à 60 ans est de 19,2 % la même année, alors qu'il est de 20,0 % au niveau départemental.
En 2018, la commune comptait 17 627 hommes pour 19 383 femmes, soit un taux de 52,37 % de femmes, légèrement inférieur au taux départemental (52,41 %).
Les pyramides des âges de la commune et du département s'établissent comme suit.
| Hommes | Classe d’âge | Femmes |
| ------ | ------------ | ------ |
| 0,5    | 90 ou +      | 1,7    |
| 4,1    | 75-89 ans    | 7,1    |
| 12,2   | 60-74 ans    | 12,4   |
| 19,6   | 45-59 ans    | 20,3   |
| 23,5   | 30-44 ans    | 23,3   |
| 20,1   | 15-29 ans    | 17,4   |
| 20,0   | 0-14 ans     | 17,8   |

| Hommes | Classe d’âge | Femmes |
| ------ | ------------ | ------ |
| 0,6    | 90 ou +      | 1,6    |
| 5,2    | 75-89 ans    | 7,2    |
| 12,1   | 60-74 ans    | 13,5   |
| 19,3   | 45-59 ans    | 19,4   |
| 22,6   | 30-44 ans    | 21,9   |
| 20,2   | 15-29 ans    | 18,9   |
| 19,9   | 0-14 ans     | 17,4   |

### Enseignement
Châtillon est située dans l'académie de Versailles.

#### Établissements scolaires
La ville administre sept écoles maternelles : Arc-en-ciel, Langevin-Wallon, Gay-Lussac, du Parc, Jean-Jaurès, Les Sablons et Joliot-Curie, et six écoles élémentaires communales : Joliot-Curie, Marcel-Doret aussi appelée « École des crayons », Gambetta, Les Sablons, Langevin-Wallon et Jules-Verne.
Le département gère deux collèges, George-Sand et Paul-Éluard, ainsi que le collège intercommunal Alain-Fournier, et la région Île-de-France gère un lycée : Jacques-Monod, lycée intercommunal avec la ville de Clamart.

### Santé
La ville possède un centre municipal de santé, réservé aux habitants de Châtillon, qui propose un large éventail de spécialités médicales. On recense 11 pharmacies dans l'ensemble de la commune.

### Sports
Châtillon dispose d'un stade municipal de cinq gymnases (Anciennement Maurice-Baquet, Actuellement Roland Garros, Gambetta, République, Langevin-Wallon, Les Sablons), de trois clubs de tennis (Tennis Club Arsenal, Tennis Club Béranger, Tennis Club municipal châtillonnais), d'un stade nautique en partenariat avec Malakoff (contenant notamment quatre bassins couverts et un bassin olympique extérieur). Elle dispose d'un centre sportif pour les jeunes.
Le Sporting Club Municipal Châtillonnais (S.C.M.C) est une association regroupant dix associations sportives (athlétisme, aqua-Forme, billard club, culturisme, football, gymnastique volontaire, judo, natation/water-polo, volley-ball, yoga).
Le « cercle de la forme » propose des cours de fitness, de danse, d'arts martiaux.
Le rugby y est développé sous un jour original, avec des variantes venues d'Australie :
- Un club de rugby à XIII, qui comporte : une équipe féminine, une école de rugby pour les jeunes, et une équipe juniors / seniors : Les Gaulois
- Un club de Touch rugby (rugby sans contact mixte) : Les Courants d'R

### Cultes
Les habitants de Châtillon disposent de lieux de culte catholique, juif, musulman et protestant.

#### Culte catholique

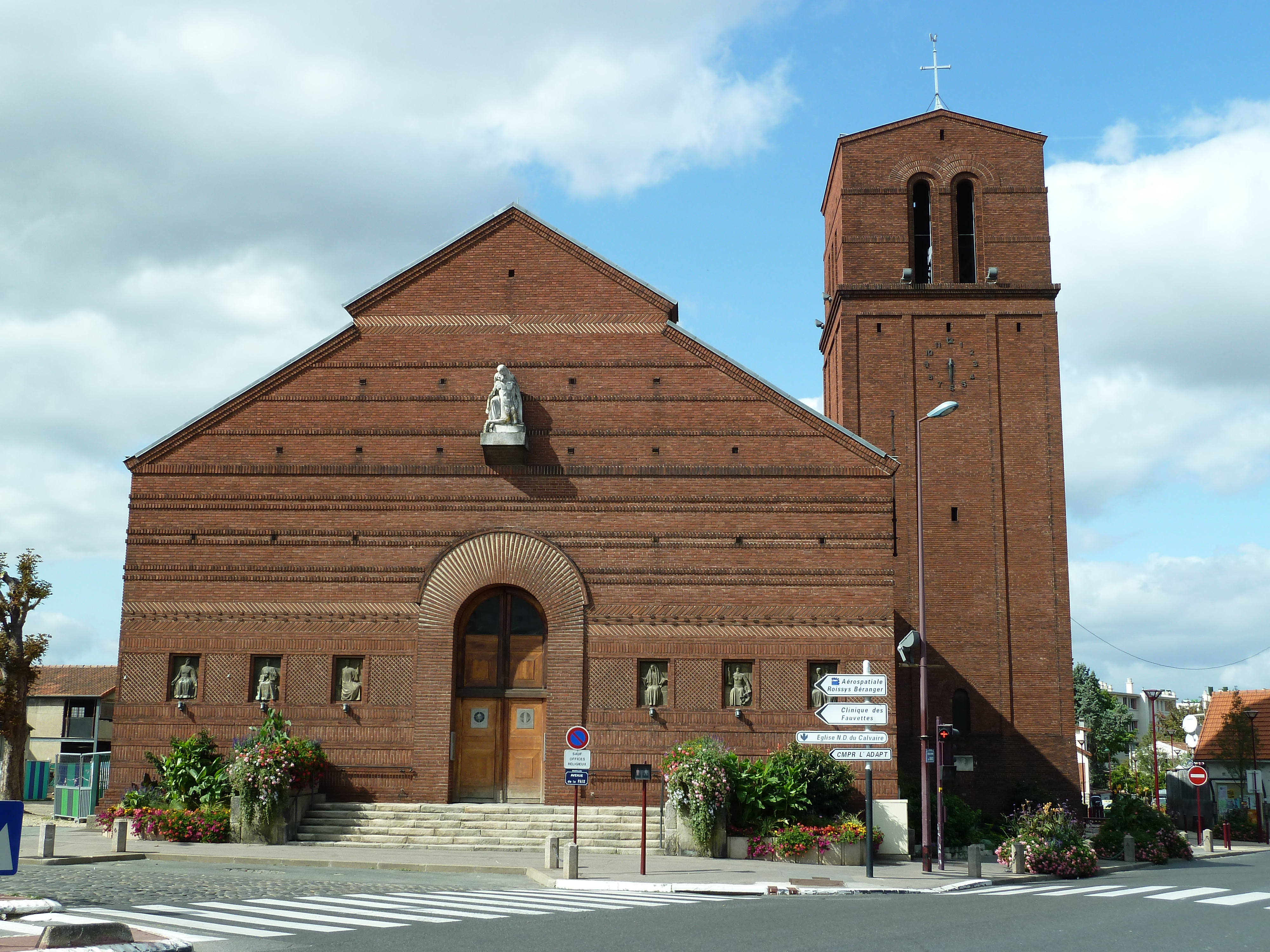
L'église Notre-Dame-du-Calvaire
en septembre 2011.

Depuis janvier 2010, la commune de Châtillon fait partie du doyenné des Forêts, l'un des neuf doyennés du diocèse de Nanterre.
Au sein de ce doyenné, les trois lieux de culte catholique relèvent de la paroisse de Châtillon, : l'église Saint-Philippe-et-Saint-Jacques, l'église Notre-Dame-du-Calvaire et la chapelle Sainte-Thérèse-de-l’Enfant-Jésus.

#### Culte juif
La synagogue Baba Sale est située rue de Malakoff.

#### Culte protestant
Le culte protestant est célébré à la chapelle de la fondation Lambrechts par des pasteurs de l'Église réformée de France et des pasteurs de l'Église évangélique luthérienne de France.

#### Culte musulman
Les musulmans de Châtillon disposent d'une salle de prière dans un immeuble situé allée Vauban.

## Économie

### Revenus de la population et fiscalité
En 2010, le revenu fiscal médian par ménage était de 38 906 €, ce qui plaçait Châtillon au 3 094e rang parmi les 31 525 communes de plus de 39 ménages en métropole.

### Entreprises et commerces
Divers sièges sociaux se trouvent également dans la ville:
- AXA Assistance
- Orano depuis fin 2019

Diverses implantations de grandes entreprises sont situées sur le territoire:
- Technocentre Orange à l'intérieur du Campus Orange Gardens
- Les ateliers de Châtillon, dépôts d'entretien de la SNCF et de la RATP.

## Culture locale et patrimoine

### Lieux et monuments

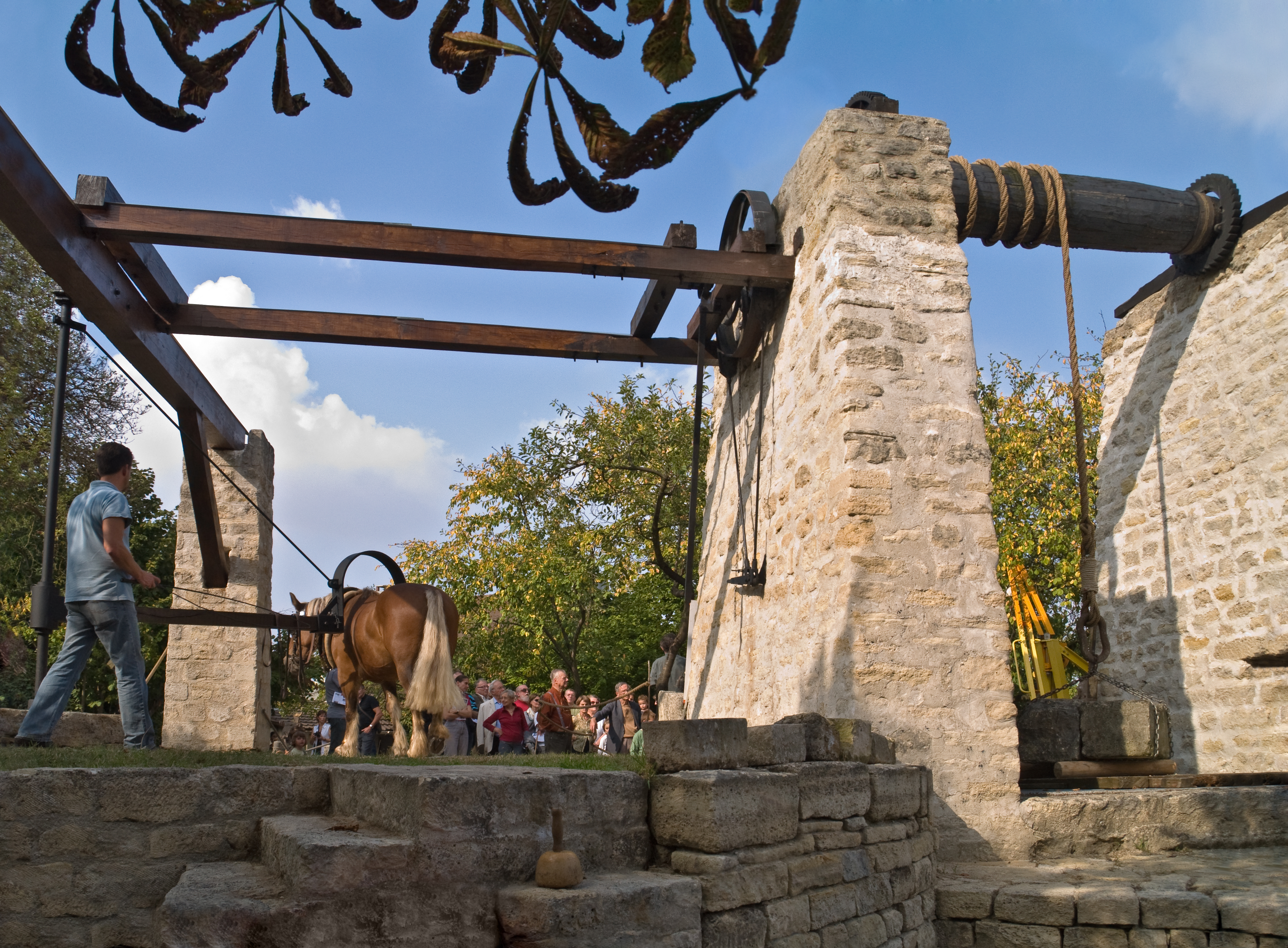
Le treuil de la carrière Auboin.

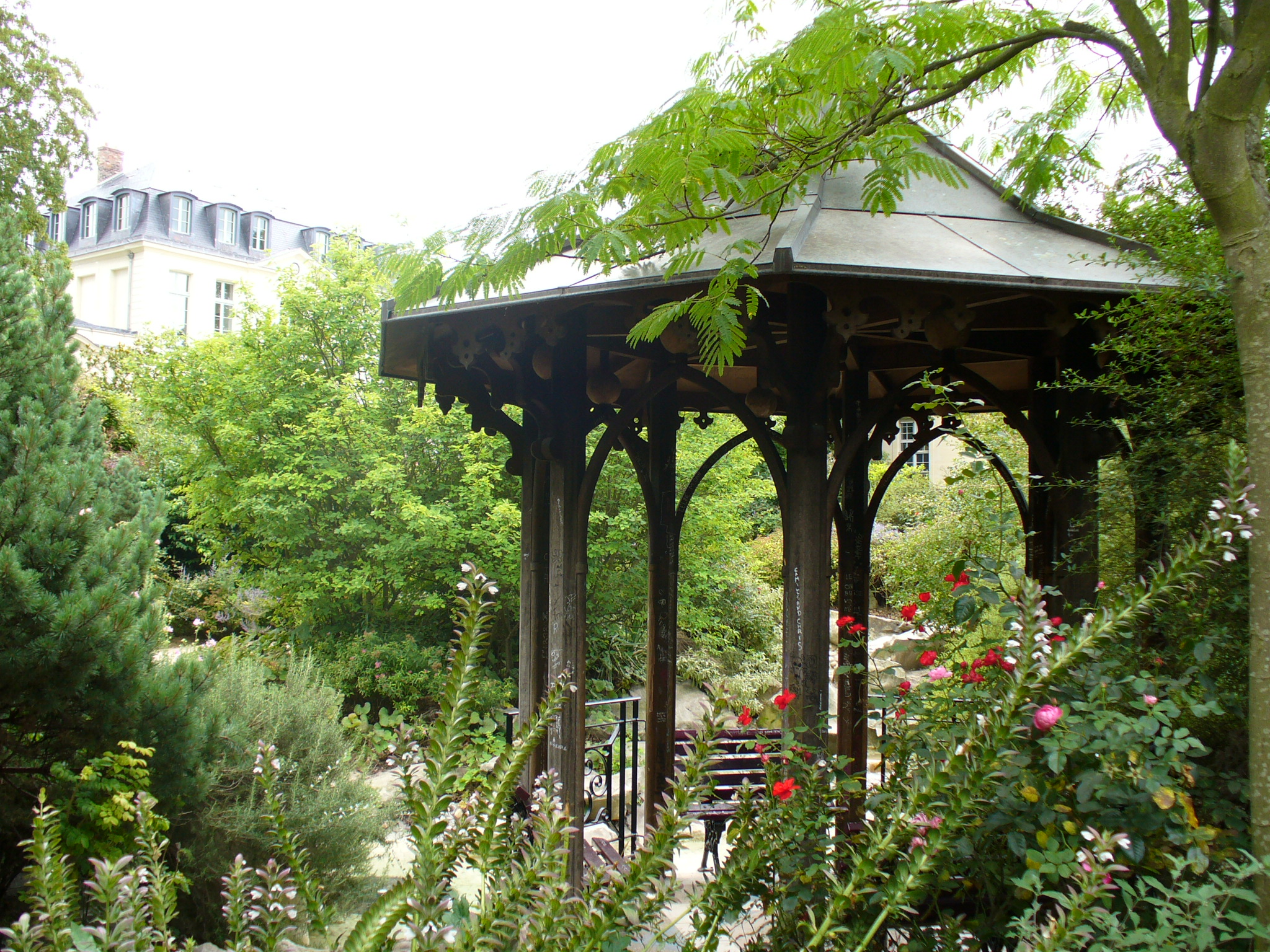
Parc des Sarments.

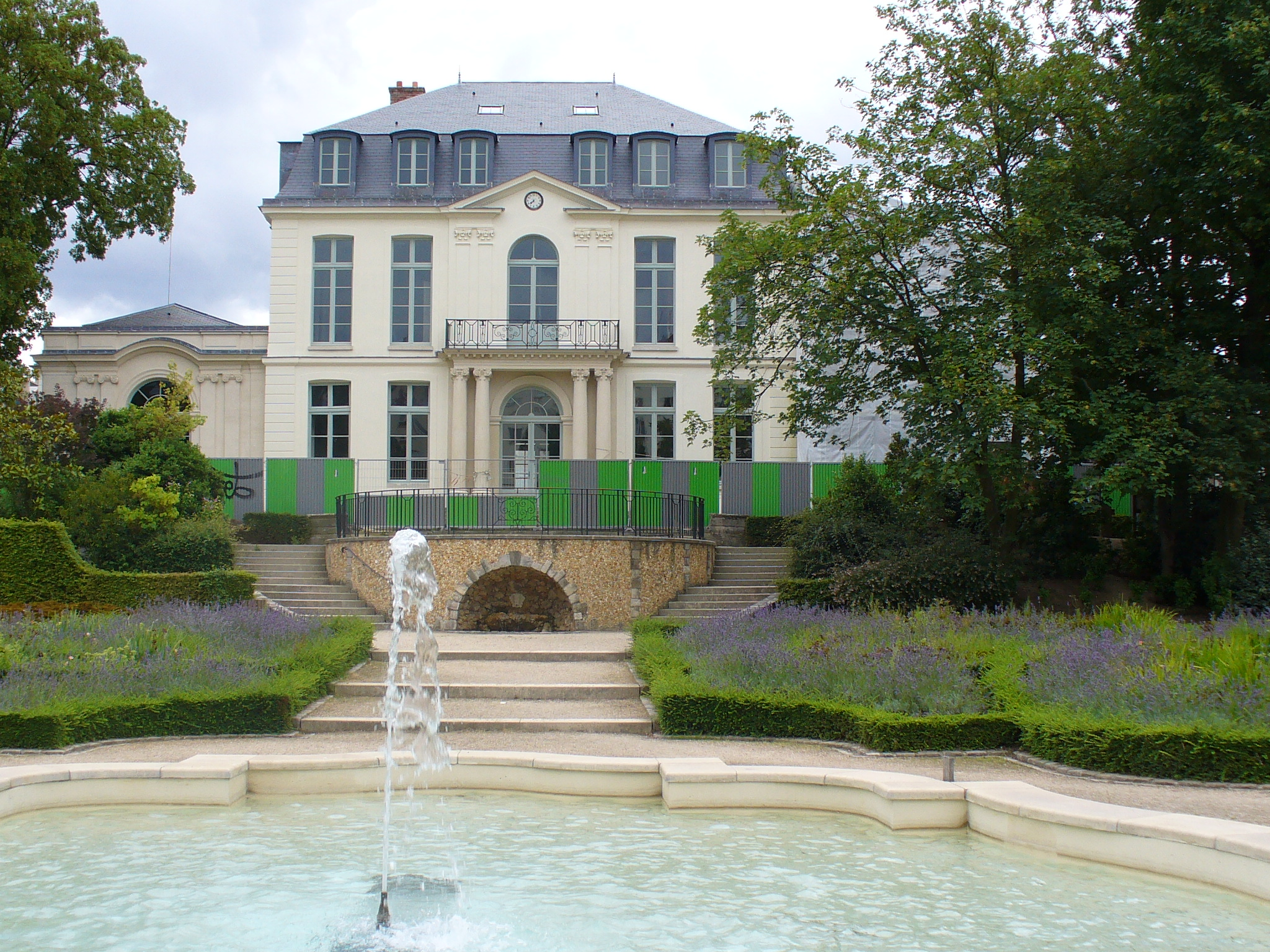
Folie Desmares.

- Église Saint-Philippe-et-Saint-Jacques, construite entre le XIIIe siècle et le XVIe siècle (inscrite aux monuments historiques).
- Tour Biret. Elle dominait Châtillon et se trouve à l'endroit où se situait la première glacière de la région parisienne.
- Folie Desmares (inscrite aux monuments historiques).
- Treuil de la carrière Auboin, dans le quartier des Boulottes : ce treuil à manège avait été construit à l'aplomb du puits d’une carrière de pierre calcaire souterraine située à 35 mètres de profondeur. Actionné par un cheval de trait, il permettait de hisser à la surface des blocs de pierre de plusieurs tonnes. Il a été arrêté au début du XXe siècle. Une association membre de l'union Rempart l'a restauré à partir de 1983[46]. Des démonstrations de son fonctionnement sont organisées chaque année lors des Journées européennes du patrimoine.
- Église Notre-Dame-du-Calvaire, construite de 1932 à 1935 (inscrite aux monuments historiques).
- Chapelle Sainte-Thérèse-de-l'Enfant-Jésus de Châtillon.

Châtillon dispose de nombreux parcs et jardins, dont le parc Henri-Matisse, le parc des Sarments et la folie Desmares près du marché, ainsi que du cimetière de Châtillon, inauguré en 1827.

### Patrimoine culturel
Châtillon dispose d'un conservatoire, d'une médiathèque, d'une maison des Arts, d'une maison des Enfants, d'un théâtre et d'un cinéma Art & Essai.

### Personnalités liées à la commune
- Charlotte Desmares (1682-1753), comédienne, habitait la Folie Desmares, bâtiment conservé.
- Louis Joseph Gay-Lussac (1778-1850), physicien et chimiste français, était propriétaire d'un château, rue des Pierrettes.
- Pierre-Jean de Béranger (1780-1857), chansonnier, appréciait la maison de ses amis Perrotin et le petit vin de Châtillon...[réf. nécessaire]
- Saint-Amand Bazard (1791-1832), un des fondateurs et dirigeants de la Charbonnerie française.
- Antoine Lasègue (1793-1873), botaniste français.
- Louis Hachette (1800-1864), éditeur, propriétaire d'une maison à Châtillon.
- Hortense Wild (1814-1896), compositrice, militante féministe domiciliée et morte à Châtillon.
- Maximilien Marie (1819-1891), militaire, polytechnicien et mathématicien, maire entre 1884 et 1890.
- Jean-Vincent Scheil (1858-1940), assyriologue, qui a traduit le Code de Hammurabi, repose à Châtillon.
- Victor Gonzalez (1877-1956), facteur d'orgue, établit son atelier à Châtillon de 1930 à 1962.
- Paul Baudier (1881-1962), peintre, graveur, illustrateur, avait une maison à Châtillon
- Léon Guillemaind (1883-1965), mosaïste mort à Châtillon.
- Émile Dewoitine (1892-1979), industriel et constructeur aéronautique, implanta une usine de construction aéronautique à Châtillon.
- Marcel Doret (1896-1955), aviateur et pilote d'essai à Châtillon.
- Gabriel Coquelin (1907-1996), sculpteur et peintre.
- François Willi Wendt (1909-1970), peintre non figuratif français d’origine allemande, mort à Châtillon où il habitait.
- Léo Malet (1909-1996), écrivain mort à Châtillon.
- Serge Bromberger (1912-1986), journaliste et écrivain, prix Albert-Londres, né à Châtillon.
- Albert Vidalie (1913-1971), écrivain, scénariste, parolier, né à Châtillon.
- Indochine, groupe de rock, fit ses premières armes à Châtillon. Deux de ses membres fondateurs, Nicola et Stéphane Sirkis y ont habité[47].
- Frédéric Gracia (1959), artiste peintre muraliste, auteur de plusieurs fresques trompe-l'œil réalisées à Châtillon.
- Francis de Pressensé (1853-1914), journaliste, deuxième président de la ligue des droits de l'homme, est enterré à Châtillon.
- Violaine Vanoyeke (1956), écrivain, latiniste, helléniste, égyptologue, linguiste (dont le monument et la statue se trouvent au Père-Lachaise) a passé sa petite enfance à Châtillon, allée Beauséjour. Ses grands-parents paternels sont enterrés au cimetière de Châtillon.
- DominGo (1994), animateur, streameur et vidéaste Web, a grandi à Châtillon.

### Héraldique

Logo de la municipalité jusqu'en février 2021.

| Armes de Châtillon | Elles peuvent se blasonner ainsi : D'azur au château d'une échauguette à dextre et d'une tour à senestre, le tout d'argent, ouvert, ajouré et maçonné de sable, posé sur une terrasse aussi d'argent Ornements extérieurs : l'écu sur un cartouche encadré de deux branches, l'une d'olivier à droite, l'autre de chêne à gauche se réunissant au bas pour soutenir un médaillon en pointe de diamant. Le haut du cartouche est surmonté d'une couronne murale. |

## Pour approfondir

### Iconographie
- Paris, vu de Châtillon, lavis de Paul Baudier, (collection de la ville de Châtillon)